# Place des Arts
Pour les articles homonymes, voir Place des Arts (homonymie).

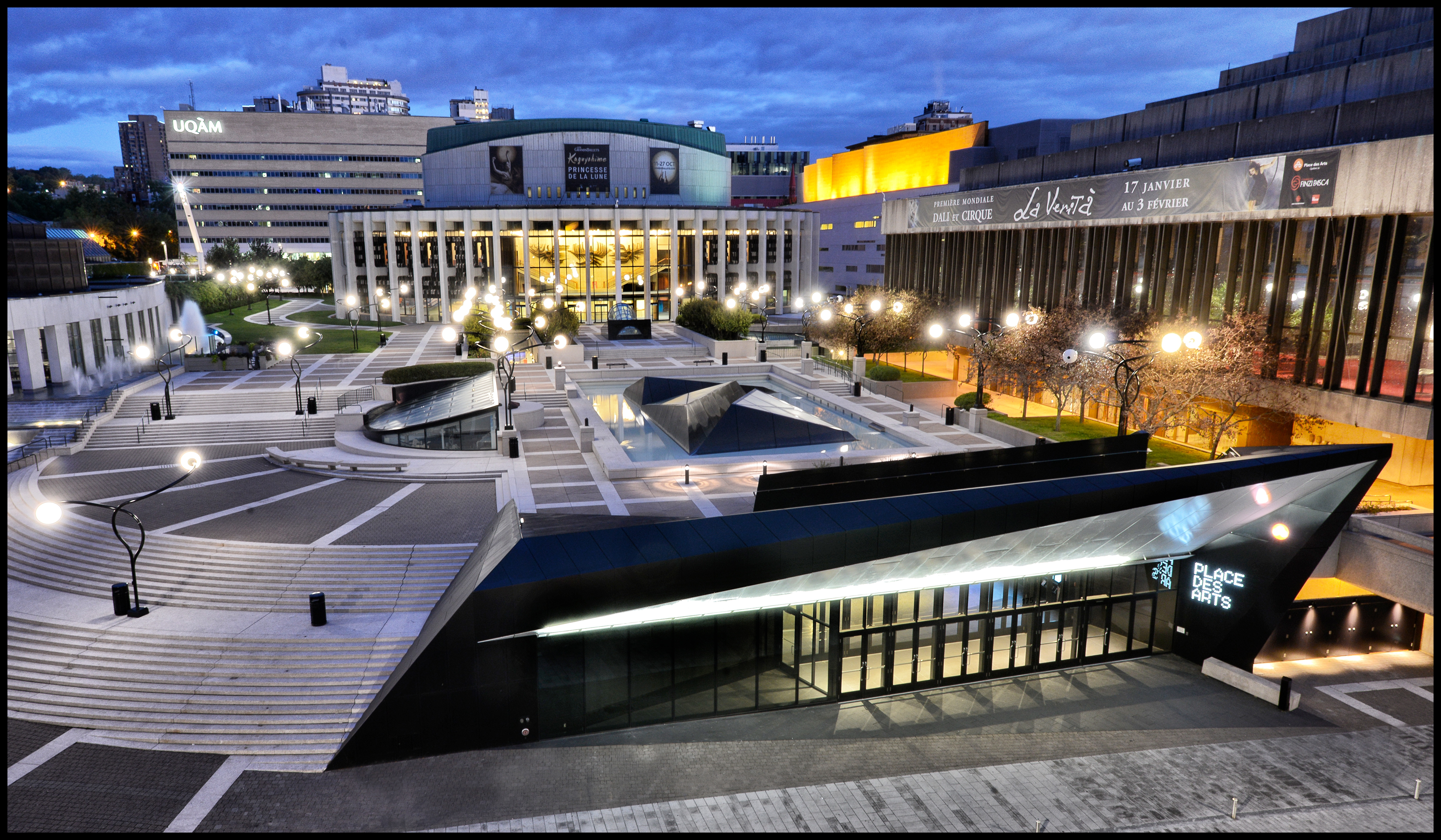
La Place des Arts, à Montréal.

La Place des Arts est le plus vaste complexe culturel et artistique au Canada. Située au centre-ville de Montréal, au Québec, la Place des Arts compte six salles de spectacle dont la Salle Wilfrid-Pelletier qui, avec ses 3 000 sièges, est la plus grande salle polyvalente au pays, la Maison symphonique de Montréal et le Théâtre Maisonneuve.
Des spectacles à grand déploiement aux spectacles intimistes, la Place des Arts offre une extraordinaire variété de programmation. Elle héberge des organismes artistiques majeurs tels que l’Opéra de Montréal ou les Grands Ballets canadiens.
Au cœur du Quartier des spectacles, le quadrilatère de la Place des Arts compte également des salles de répétition, un atelier de costumes, des restaurants, des boutiques, des espaces administratifs, un stationnement intérieur de plus de 1 000 places et le Musée d’art contemporain, le tout lié par voies souterraines dans un axe nord-sud depuis la station de métro Place-des-Arts jusqu'à la station Place-d'Armes, située sous le Palais des congrès de Montréal.
Ses six salles de spectacles totalisent 7 787 sièges et son esplanade extérieure est le lieu de rencontre des grands festivals montréalais.

## Histoire
Sous l'impulsion du maire de Montréal Jean Drapeau, des citoyens se réunirent en 1955 pour jeter les bases d'un organisme portant le nom de Centre Sir-George-Étienne-Cartier qui donnera éventuellement naissance à la Place des Arts. En fait, le maire voulait doter Montréal d'infrastructures culturelles modernes et de niveau international.
Les plans des architectes montréalais Affleck, Desbarats, Dimakopoulos, Lebensold, Michaud et Sise furent dévoilés en 1959. Les travaux débutèrent le 11 février 1961. La Grande Salle fut inaugurée le 21 septembre 1963 par un concert de l'Orchestre symphonique de Montréal dirigé conjointement par Wilfrid Pelletier et Zubin Mehta. Claude Léveillée fut le premier artiste québécois à se produire dans cette grande salle qui fut rebaptisée salle Wilfrid-Pelletier le 13 juin 1966.
Le design original du logo est réalisé par Gilles Robert en 1961.
En 1964, la corporation du Centre Sir-George-Étienne-Cartier fut dissoute et remplacée par la Régie de la PDA qui, à la suite de la réforme de la fiscalité municipale en 1982, devint la Société de la Place des arts de Montréal.
En 1992, on inaugure la « Cinquième salle » et on assiste aussi au déménagement du Musée d'art contemporain de Montréal sur la partie ouest de l'esplanade de la Place des Arts.

## Mission
Organisme public, la Société de la Place des Arts est vouée à la diffusion des arts de la scène. Elle administre cinq salles de spectacles à Montréal ainsi que l’Amphithéâtre de Lanaudière. Lieu de résidence d’organismes artistiques majeurs, la Place des Arts favorise l’accessibilité aux diverses formes d’arts de la scène et fait la promotion de la vie artistique et culturelle du Québec.
Pour la réalisation de sa mission, la Société accueille, produit ou coproduit des œuvres artistiques du Québec et de l’étranger, organise des activités visant la sensibilisation et l’accroissement du public, offre des services particuliers et des équipements techniques spécialisés aux organismes artistiques et aux producteurs et, enfin, conclut des ententes de diffusion avec divers partenaires.

## Institutions
Le Musée d'art contemporain de Montréal est aménagé sur le site de la Place des Arts depuis 1992.
L'Opéra de Montréal, la Compagnie Jean-Duceppe et les Grands Ballets canadiens sont des compagnies en résidence de la Place des Arts.
Le 28 mai 2009, le premier ministre du Québec Jean Charest annonçait la construction de la nouvelle salle qui allait loger, entre autres, l'Orchestre symphonique de Montréal, et qui allait être connue sous le nom de l'Adresse symphonique. Sa construction fut achevée en 2011, juste à temps pour l'ouverture de saison de l'Orchestre symphonique de Montréal, en septembre. La Maison symphonique de Montréal est annexée au complexe de la Place des Arts, avec son entrée principale sur la rue Saint-Urbain.

## Géographie
La Place des Arts est située entre le boulevard De Maisonneuve et la rue Sainte-Catherine, et entre les rues Saint-Urbain et Jeanne-Mance. Elle est desservie par la station du métro éponyme.
Lors du Festival international de jazz et autres grands festivals, tout le quadrilatère de la Place des Arts est inclus dans la section fermée à la circulation automobile et réservée au piétons.
La Place des Arts est située au cœur du Quartier des spectacles à proximité de la place des Festivals, terminée à l'été 2009.
Adresse principale :
175, rue Sainte-Catherine Ouest,
Montréal, QC H2X 1Z8
Québec, Canada

## Salles de spectacles
- la Salle Wilfrid-Pelletier
- la Maison symphonique de Montréal
- le Théâtre Maisonneuve
- le Théâtre Jean-Duceppe
- la Salle Claude-Léveillée
- la Cinquième Salle

## Galerie

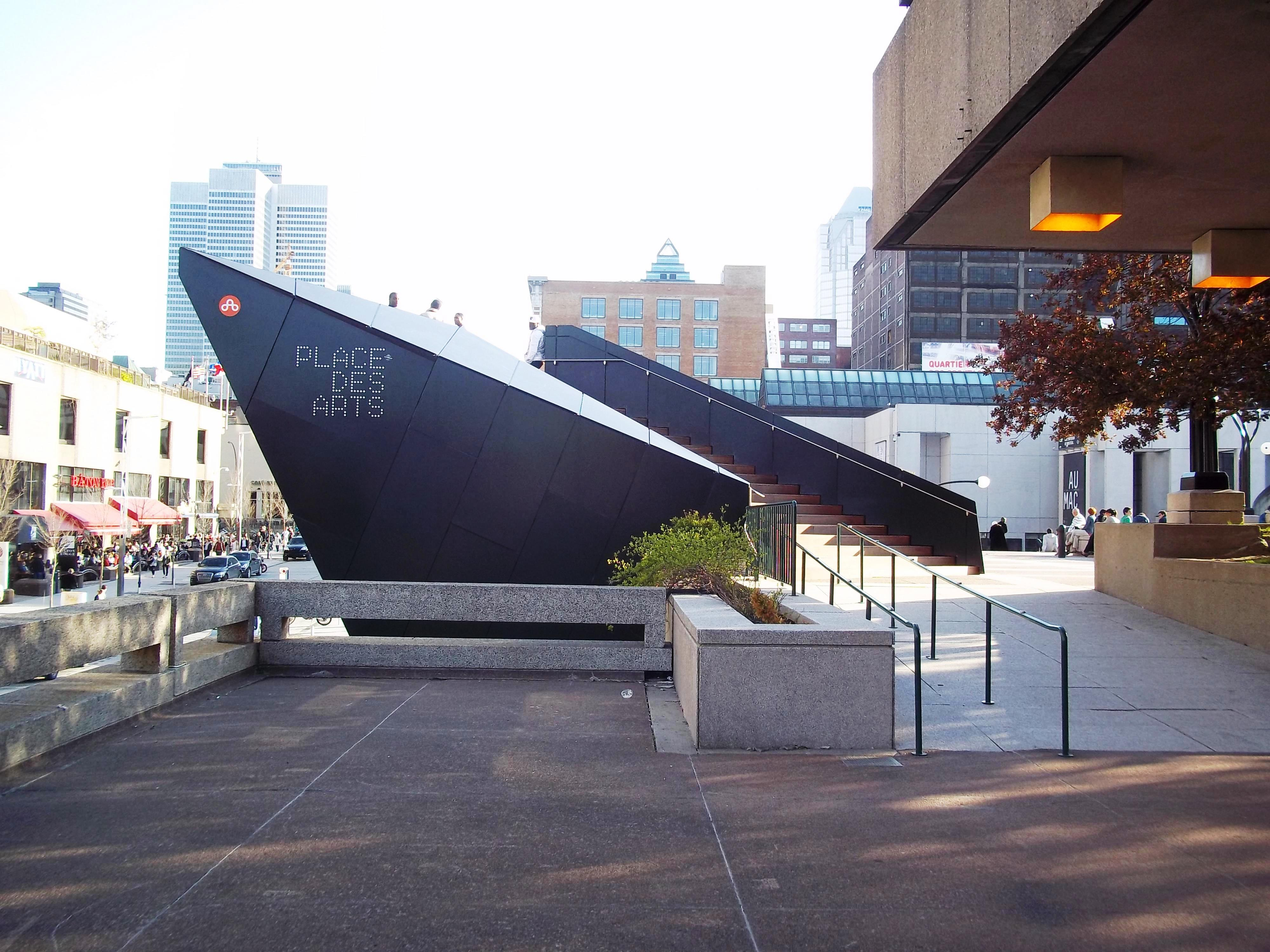
Une des entrées de la Place des Arts
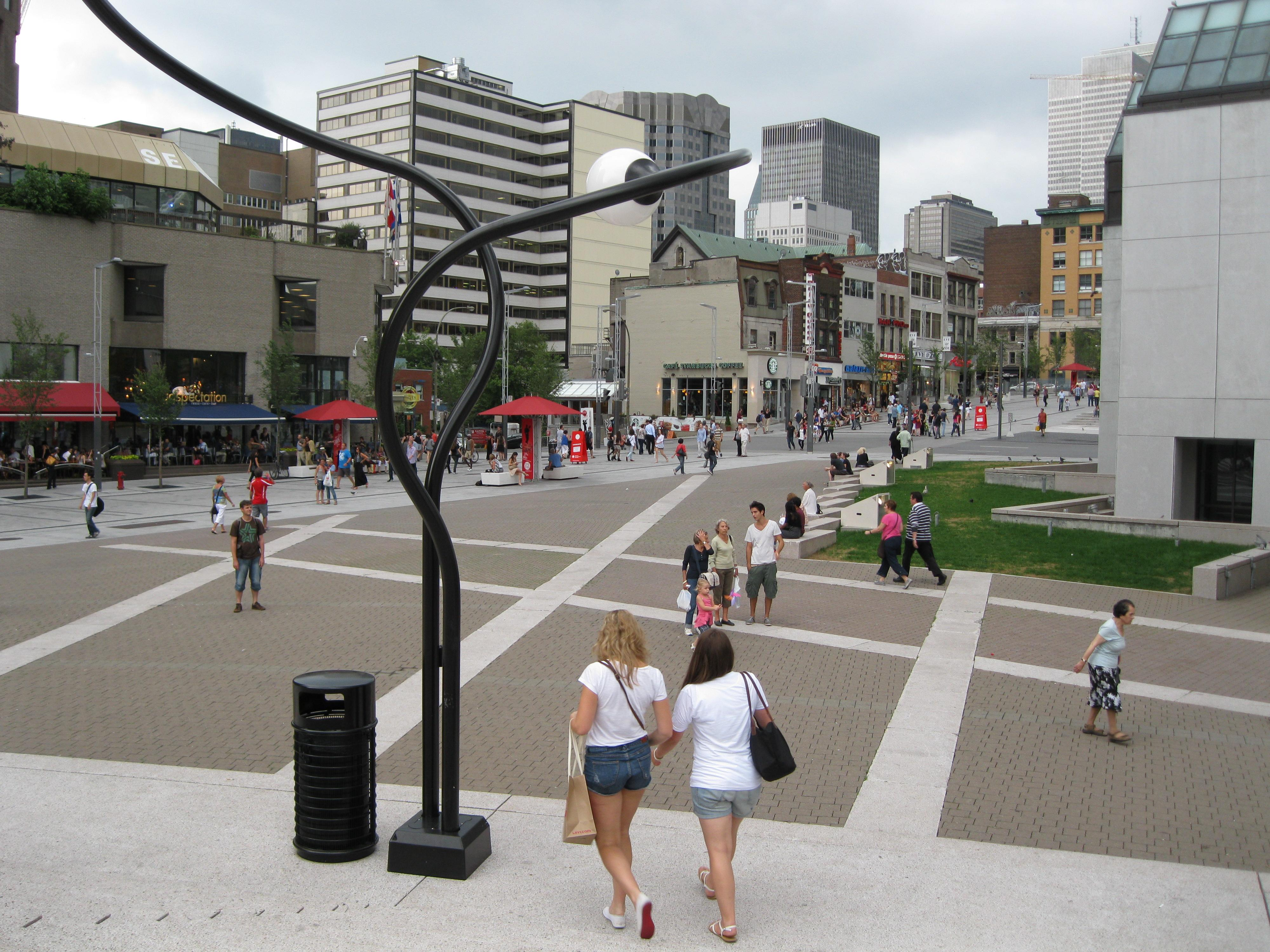
Place près du Musée d'art contemporain de Montréal
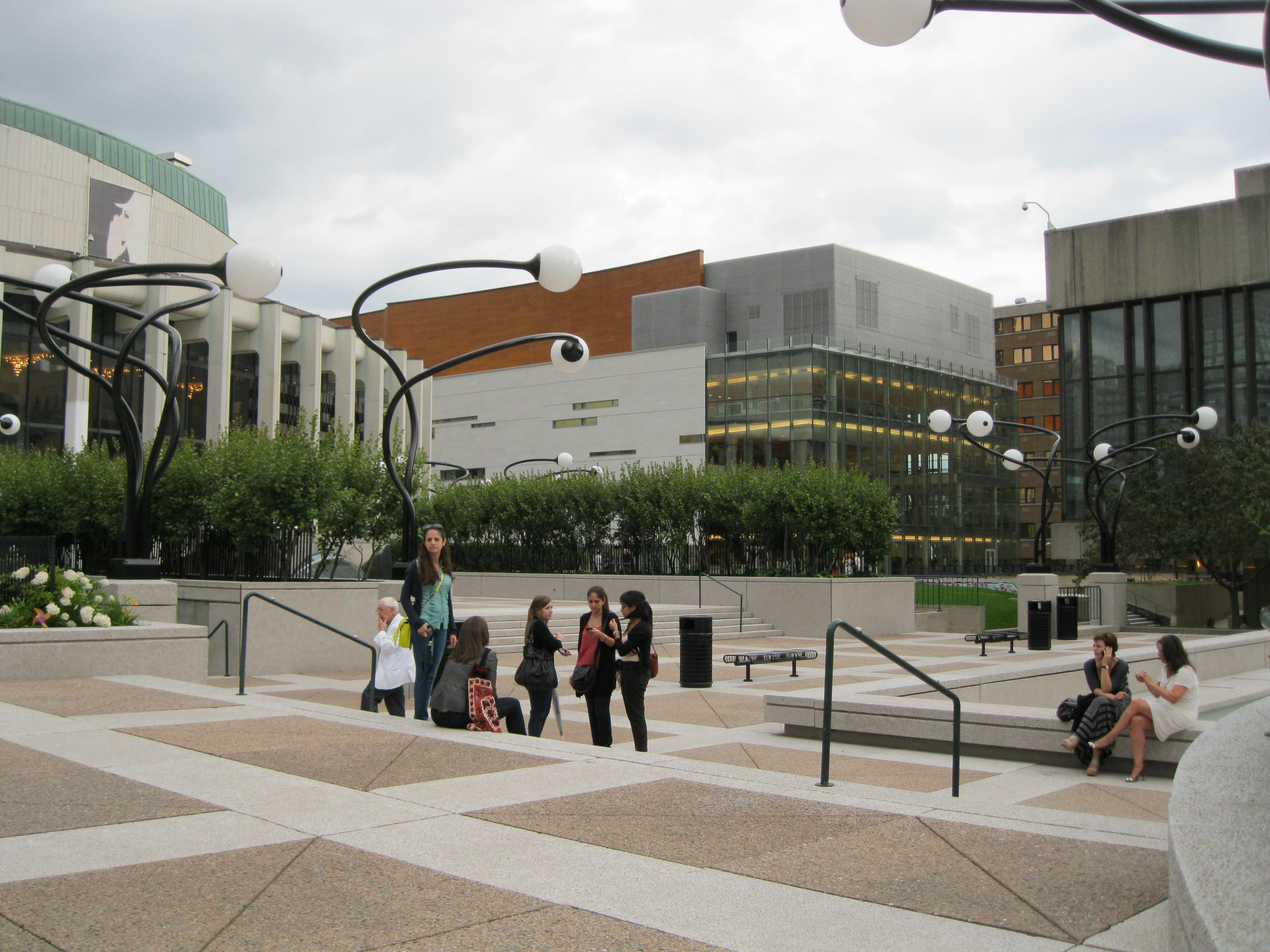
La salle Wilfrid-Pelletier à gauche, la Maison symphonique au centre et le Théâtre Maisonneuve à droite

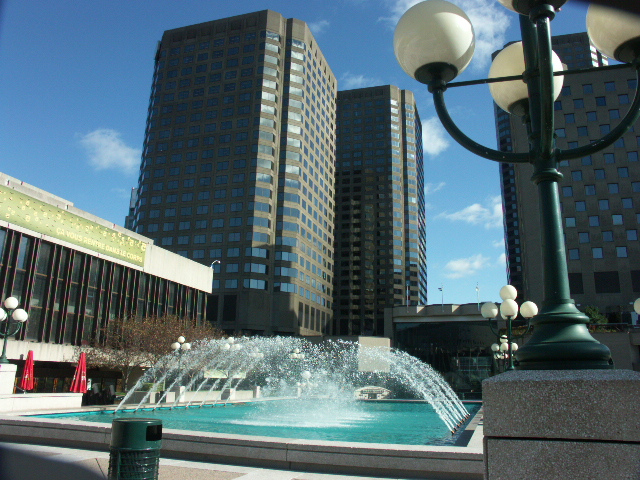
Fontaine sur le toit, vue vers le Complexe Desjardins
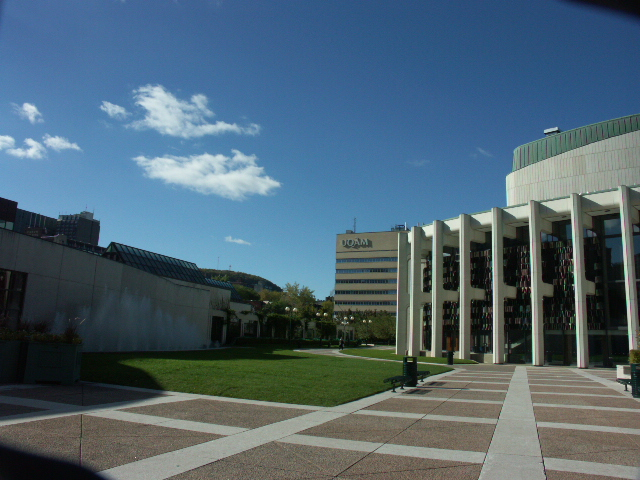
Sur le toit, vue vers le nord
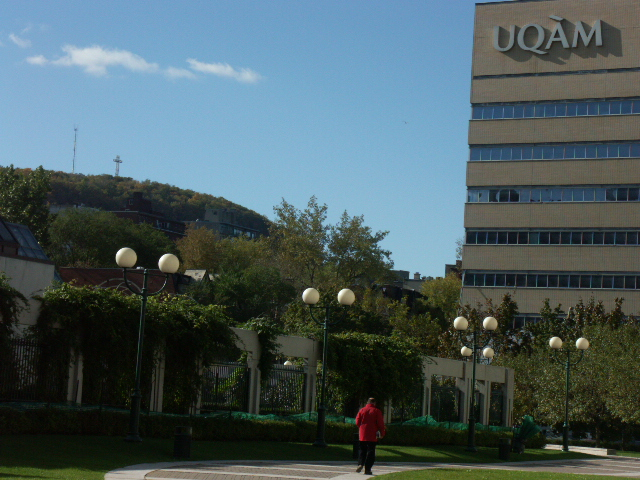
Même vue vers le nord, zoom sur le mont Royal et sur le pavillon Président-Kennedy de l'UQAM

## Sources
- (fr + en) Site officiel
- Carte Google
- Rénovations à venir